# Hourangia
Hourangia is een geslacht van schimmels behorend tot de familie Boletaceae. De typesoort is Hourangia cheoi.

## Soorten
Het geslacht bestaat uit de volgende zes soorten (peildatum december 2021):
| Soortnaam               | Auteur(s)                                                | Publicatiejaar |
| ----------------------- | -------------------------------------------------------- | -------------- |
| Hourangia cheoi         | (W.F. Chiu) Xue T. Zhu & Zhu L. Yang                     | 2015           |
| Hourangia densisquamata | N.K. Zeng, Yi Wang & Zhi Q. Liang                        | 2020           |
| Hourangia dilatata      | N.K. Zeng, Yi Wang, S. Jiang & Zhi Q. Liang              | 2020           |
| Hourangia microcarpa    | (Corner) G. Wu, Xue T. Zhu & Zhu L. Yang                 | 2015           |
| Hourangia nigropunctata | (W.F. Chiu) Xue T. Zhu & Zhu L. Yang                     | 2015           |
| Hourangia pumila        | (M.A. Neves & Halling) Xue T. Zhu, Halling & Zhu L. Yang | 2015           |